# Salix pilosomicrophylla
Salix pilosomicrophylla — вид квіткових рослин із родини вербових (Salicaceae).

## Морфологічна характеристика
Це повзучий кущ. Гілки розпростерті або злегка підняті; молоді гілочки ворсинчасті, потім ±голі. Листки на ніжках; листкова пластинка яйцювато-видовжена, довгаста чи зворотно-яйцювато-еліптична, 3–5(7) × 1.5–2.5(3.5) мм, абаксіально (низ) сірувато-зелена, адаксіально зелена, гола чи майже так, край цільний, верхівка тупа чи загострена. Чоловіча сережка кінцева, головчаста, ≈ 5 мм, 10–20 квіток.

## Середовище проживання
Ендемік Тибету. Населяє вологі полонини; на висотах ≈ 4200 метрів.